# Emmert-Reaktion
Die Emmert-Reaktion  ist eine Namensreaktion aus dem Bereich der  organischen Chemie. Diese Reaktion wurde ursprünglich von den Chemikern Bruno Emmert und Erich Asendorf im Jahre 1939 beschrieben und dient zur Herstellung von 2-Pyridin-dialkylcarbinol.

## Übersichtsreaktion
Die Emmert-Reaktion dient der Herstellung von 2-Pyridin-dialkylcarbinol 3, durch die Umsetzung von Pyridin 1 und einem Keton 2 in Gegenwart von Aluminium- oder Magnesium-Amalgam.